# گودکلر (بیلقان)
گودکلر (به ترکی آذربایجانی: Gödəklər) یک منطقه مسکونی در جمهوری آذربایجان است که در شهرستان بیلقان واقع شده است. گودکلر ۵۱۷ نفر جمعیت دارد.